# Чемезов Сергій Вікторович
Сергій Вікторович Чéмезов (рос. Сергей Викторович Чемезов; нар. 20 серпня 1952 року, Черемхово, Іркутська область) — генеральний директор корпорації «Ростех» (раніше — генеральний директор «Рособоронекспорту»), голова громадської організації «Союз машинобудівників Росії», генерал-полковник. Член бюро Вищої ради партії «Єдина Росія», близький соратник Путіна.

## Біографія
Народився 20 серпня 1952 року в місті Черемхово Іркутської області.
У 1975 році закінчив з відзнакою Іркутський інститут народного господарства, потім — Вищі курси академії Генштабу. Доктор економічних наук, професор, дійсний член Академії військових наук.
Працював інженером, науковим співробітником, заступником завідувача лабораторії в Іркутському НДІ рідкісних і кольорових металів. З 1980 року працював в експериментально-промисловому об'єднанні «Луч», з 1983 по 1988 рік очолював представництво об'єднання «Луч» у НДР, де познайомився з Путіним. Повідомлялося, що Чемезов і Путін працювали в НДР по лінії КДБ, жили в одному будинку і потоваришували.
З 1988 по 1996 рік — заступник генерального директора зовнішньоторговельного об'єднання «Совінтерспорт». У 1996—1999 роках працював начальником відділу зовнішніх економічних зв'язків Управління справами Президента РФ (під керівництвом В. Путіна), пізніше — начальником Управління зовнішньоекономічних зв'язків Адміністрації президента Росії.
З вересня 1999 року по листопад 2000 року — генеральний директор ФГУП «Державна компанія Промекспорт». Із серпня 2000 року є членом Комісії при Президентові Російської Федерації з питань військово-технічного співробітництва Російської Федерації з іноземними державами.
З листопада 2000 року по квітень 2004 року — перший заступник генерального директора, у 2004—2007 роках — гендиректор ФГУП «Рособоронекспорт». Указом президента Російської Федерації від 26 листопада 2007 року звільнений з посади, яку обіймав, і призначений генеральним директором Державної корпорації «Ростехнології», яка наприкінці 2012 року була перейменована на Ростех. 2 грудня 2006 на VII з'їзді Всеросійської політичної партії «Єдина Росія» Сергій Чемезов обраний в Бюро Вищої ради партії. На VIII з'їзді, що пройшов 26 травня 2012 року, глава Ростеху був переобраний у Бюро Вищої ради «Єдиної Росії». Є координатором проєкту «Єдиної Росії» «IT-прорив», що реалізується з грудня 2010 року з метою виявлення і підтримки неординарних проєктів молодих новаторів в області IT-технологій. == Статки == За розслідуванням організації Фонд боротьби з корупцією, Чемезову належить квартира в Москві вартістю 5 млрд рублів. == Санкції == 28 квітня 2014 року Чемезов, поряд з іншими державними діячами та організаціями, потрапив до спеціального списку осіб, які зазнали санкцій з боку США. 12 вересня 2014 року Євросоюз заніс Чемезова до списку санкцій, зазначаючи, що Чемезов «отримує вигоду від своїх зв'язків із президентом Росії, просуваючись на керівні посади в компаніях, контрольованих державою». 17 лютого 2015 року потрапив під санкції Канади. З 31 грудня 2020 року його внесли до санкційного списку Великої Британії. З 2 квітня 2020 року перебуває під санкціями Швейцарії. 21 липня 2022 року, на тлі вторгнення Росії в Україну, Євросоюз розширив санкції щодо Чемезова. З 3 березня 2022 року перебуває під санкціями Сполучених Штатів Америки. З 14 березня 2022 року перебуває під санкціями Австралії. З 3 березня 2022 року перебуває під санкціями Японії. Указом президента України Володимира Зеленського від 24 червня 2021 року перебуває під санкціями України.
З 5 квітня 2022 року перебуває під санкціями Нової Зеландії.